# 79e Meijin (shogi) 2020-2021
«Édition précédente (78)
79e Meijin
Édition suivante (80)»

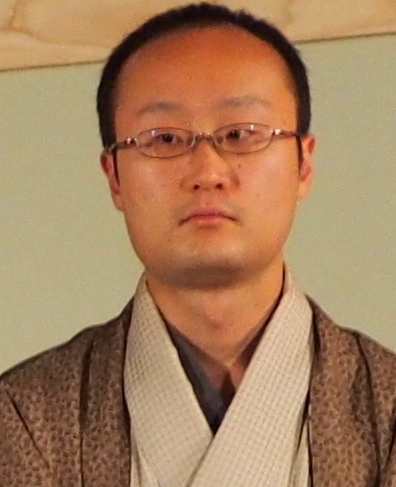
Akira Watanabe, le vainqueur du tournoi.

Le 79e Meijin de shōgi (第79期名人戦) est une compétition qui est organisée au Japon de juin 2020 à avril 2021 comptant pour la saison 2020-2021.

## Meijinsen Nana-ban Shobu
第79期名人戦   渡辺 明 - 斎藤慎太郎[Quoi ?]
Le championnat Meijin a opposé dans un match en sept parties le tenant du titre Akira Watanabe au challenger Shintaro Saito vainqueur de la classe A de la ligue Junnisen.
Akira Watanabe s'impose 4-1 remportant ainsi son deuxieme Meijin
| Partie                            | Date  | Sente          | Sente      | Né en | Gote           | Gote       | Né en | Watanabe | Shintaro | Lieu               |
| --------------------------------- | ----- | -------------- | ---------- | ----- | -------------- | ---------- | ----- | -------- | -------- | ------------------ |
| 1                                 | 07/04 | Shintaro Saito | 斎藤慎太郎 | 1993  | Akira Watanabe | 渡辺 明    | 1984  | 0        | 1        | Tokyo - Bunkyo     |
| 2                                 | 27/04 | Akira Watanabe | 渡辺 明    | 1984  | Shintaro Saito | 斎藤慎太郎 | 1993  | 1        | 1        | Iizuka             |
| 3                                 | 04/05 | Shintaro Saito | 斎藤慎太郎 | 1993  | Akira Watanabe | 渡辺 明    | 1984  | 2        | 1        | Banshō-ji (Nagoya) |
| 4                                 | 19/05 | Akira Watanabe | 渡辺 明    | 1984  | Shintaro Saito | 斎藤慎太郎 | 1993  | 3        | 1        | Nagano             |
| 5                                 | 28/05 | Shintaro Saito | 斎藤慎太郎 | 1993  | Akira Watanabe | 渡辺 明    | 1984  | 4        | 1        | Hakone             |
| 6                                 |       |                |            |       |                |            |       |          |          |                    |
| 7                                 |       |                |            |       |                |            |       |          |          |                    |
| Akira Watanabe 4-1 Shintaro Saito |       |                |            |       |                |            |       |          |          |                    |

### Parties
1. ↑  (ja) 6shogi, « ▲Shintaro Saito – △Akira Watanabe "aiyagura" Nanaban shobu, 1°partie 1-0 », sur ロックショウギ,‎ 7 avril 2021 (consulté le 7 septembre 2022)
2. ↑  (ja) 6shogi, « ▲Akira Watanabe – △Shintaro Saito "Aigakari", Nanaban Shobu, 2°partie, 1-0 », sur ロックショウギ,‎ 27 avril 2021 (consulté le 7 septembre 2022)
3. ↑  (ja) 6shogi, « ▲Shintaro Saito – △Akira Watanabe "Kyusen Yagura" Nanaban Shobu, 3°partie 0-1 », sur ロックショウギ,‎ 4 mai 2021 (consulté le 8 septembre 2022)
4. ↑  (ja) 6shogi, « ▲Akira Watanabe – △ Shintaro Saito "Aiyagura",Nanaban Shobu, 4°partie 1-0 », sur ロックショウギ,‎ 19 mai 2021 (consulté le 8 septembre 2022)
5. ↑  (ja) 6shogi, « ▲Shintaro Saito – △ Akira Watanabe "Rikisen Ibisha" Nanaban Shobu, 5°partie 0-1 », sur ロックショウギ,‎ 28 mai 2021 (consulté le 8 septembre 2022)

## A-kyū jun'i-sen
Shintaro Saito avec une remarquable performance pour sa premiere saison de Junisen A s'impose avec 8 victoires 1 defaite il devient le Challenger du Meijin Akira Watanabe
il devance le Meijin dechu Masayuki Toyoshima (6-3) et le second du dernier Junisen A Akihito Hirose (6-3)
Akira Inaba (2-7) et Hiroyuki Miura (1-8) sont relegué en classe B1
| Kishi | Kishi              | Kishi      | Né en | 1 | 2 | 3 | 4 | 5 | 6 | 7 | 8 | 9 | 10 | vic | def | #  |  |
| ----- | ------------------ | ---------- | ----- | - | - | - | - | - | - | - | - | - | -- | --- | --- | -- |  |
| 1     | Shintaro Saito     | 斎藤慎太郎 | 1993  |   |   |   |   |   |   |   |   |   |    | 8   | 1   | 10 |  |
| 2     | Tetsuro Itodani    | 糸谷哲郎   | 1988  |   |   |   |   |   |   |   |   |   |    | 6   | 3   | 1  |  |
| 3     | Amahiko Sato       | 佐藤天彦   | 1988  |   |   |   |   |   |   |   |   |   |    | 6   | 3   | 2  |  |
| 4     | Masayuki Toyoshima | 豊島 将之  | 1990  |   |   |   |   |   |   |   |   |   |    | 5   | 4   | 6  |  |
| 5     | Tatsuya Sugai      | 菅井竜也   | 1992  |   |   |   |   |   |   |   |   |   |    | 5   | 4   | 9  |  |
| 6     | Akihito Hirose     | 広瀬章人   | 1987  |   |   |   |   |   |   |   |   |   |    | 4   | 5   | 3  |  |
| 7     | Yasumitsu Sato     | 佐藤康光   | 1969  |   |   |   |   |   |   |   |   |   |    | 4   | 5   | 4  |  |
| 8     | Yoshiharu Habu     | 羽生善治   | 1970  |   |   |   |   |   |   |   |   |   |    | 4   | 5   | 5  |  |
| 9     | Akira Inaba        | 稲葉陽     | 1988  |   |   |   |   |   |   |   |   |   |    | 2   | 7   | 8  |  |
| 10    | Hiroyuki Miura     | 三浦弘行   | 1974  |   |   |   |   |   |   |   |   |   |    | 1   | 8   | 7  |  |

## B-Kyu 1-Kumi Jun'i-sen
| Kishi | Kishi             | Kishi      | Kishi |   |   |  |  |  |  |  |  |  |  |
| ----- | ----------------- | ---------- | ----- | - | - |  |  |  |  |  |  |  |  |
| 1     | Takuya Nagase     | 永瀬 拓矢  | 1992  | 9 | 3 |  |  |  |  |  |  |  |  |
| 2     | Takayuki Yamazaki | 山崎 隆之  | 1981  | 9 | 3 |  |  |  |  |  |  |  |  |
| 3     | Kazuki Kimura     | 木村一基   | 1973  | 8 | 4 |  |  |  |  |  |  |  |  |
| 4     | Masataka Goda     | 郷田真隆   | 1971  | 8 | 4 |  |  |  |  |  |  |  |  |
| 5     | Seiya Kondō       | 近藤誠也   | 1996  | 7 | 5 |  |  |  |  |  |  |  |  |
| 6     | Toshiaki Kubo     | 久保利明   | 1975  | 6 | 6 |  |  |  |  |  |  |  |  |
| 6     | Shōta Chida       | 千田翔太   | 1994  | 5 | 7 |  |  |  |  |  |  |  |  |
| 7     | Koji Tanigawa     | 谷川浩司   | 1962  | 5 | 7 |  |  |  |  |  |  |  |  |
| 8     | Nobuyuki Yashiki  | 屋敷伸之   | 1972  | 5 | 7 |  |  |  |  |  |  |  |  |
| 9     | Ayumu Matsuo      | 松尾歩     | 1980  | 5 | 7 |  |  |  |  |  |  |  |  |
| 10    | Chikara Akutsu    | 阿久津主税 | 1982  | 5 | 7 |  |  |  |  |  |  |  |  |
| 11    | Hisashi Namekata  | 行方 尚史  | 1973  | 4 | 8 |  |  |  |  |  |  |  |  |
| 12    | Tadahisa Maruyama | 丸山忠久   | 1970  | 4 | 8 |  |  |  |  |  |  |  |  |
| 13    | Koichi Fukaura    | 深浦 康市  | 1972  | 3 | 9 |  |  |  |  |  |  |  |  |

## B2 kyū jun'i-sen
1 Sōta Fujii (10-0) 2003 Promu en class B1
2 Yuki Sasaki (9-1) 1995 Promu en class B1
3 Hiroaki Yokoyama (7-3)1980 Promu en class B1